# Amt Freudenberg (Hochstift Würzburg)
Das Amt Freudenberg war ein Amt der Grafen von Wertheim und des Hochstifts Würzburg.

## Funktion
In der Frühen Neuzeit waren Ämter eine Ebene zwischen den Gemeinden und der Landesherrschaft. Die Funktionen von Verwaltung und Rechtsprechung waren hier nicht getrennt. Dem Amt stand ein Amtmann vor, der von der Landesherrschaft eingesetzt wurde. 

## Geschichte
1295 erhielten die Grafen von Wertheim Freudenberg als Lehen. Zusammen mit benachbartem Besitz entstand daraus im Rahmen der Territorialisierung das Wertheimsche Amt Freudenberg. 1556 fiel das Amt aufgrund des Todes des Grafen Michael III von Wertheim als erledigtes Lehen an das Hochstift Würzburg zurück.
Die Statistik des Hochstiftes Würzburg von 1699 nennt 264 Untertanen in 1. Stadt, 2 Dörfern und 2 Höfen. Als jährliche Einnahmen des Hochstiftes aus dem Amt wurden abgeführt: Schatzung: 50 Reichstaler, Akzise und Ungeld: 250 fl und Rauchpfund: 254 Pfund.
Das Amt bestand aus der Stadt Freudenberg, den beiden Dörfern Boxtal und Ebenheid und den Höfen Kirchfurt und Laukenhof. Das Centgericht umfasste Freudenberg, Kirchfurt und Laukenhof. Bochsthal und Ebenheit gehörten hochgerichtlich zur kurmainzischen Cent Miltenberg.
Gemäß den Bestimmungen des Reichsdeputationshauptschlusses fiel das Amt 1803 an Löwenstein-Wertheim-Freudenberg. 1806 kam das Amt an Baden und ging dort im Amt Löwenstein-Wertheim-Freudenberg auf.